# NGC 5836
NGC 5836 is een balkspiraalstelsel in het sterrenbeeld Kleine Beer. Het hemelobject werd op 16 maart 1785 ontdekt door de Duits-Britse astronoom William Herschel.

## Kocab (Beta Ursae Minoris / β Ursae Minoris / 7 Ursae Minoris)
Het stelsel NGC 5836 bevindt zich, vanaf de aarde gezien, iets minder dan driekwart graad ten oostzuidoosten van de ster Kocab (Beta Ursae Minoris / β Ursae Minoris / 7 Ursae Minoris). Amateurastronomen kunnen Kocab aanwenden als gidsster om het stelsel NGC 5836 op te sporen.

## Synoniemen
- UGC 9664
- MCG 12-14-16
- ZWG 337.26
- 7ZW 576
- PGC 53554